# Мухраново
Мухраново (тат. Мухран) — село в Илекском районе Оренбургской области. Единственный населенный пункт сельского поселения Мухрановский сельсовет. 
На окраине села озеро Пряничное — старица реки Заживная.

## История
Местные жители название села связывают с именем некого муллы Мухаррама.
Бывший форпост Мухрановский Уральского уезда Уральской области. В форпосте были мечеть и церковь. Количество прихожан мечети в 1900 г. составляло 1072 чел.
С 1 (14) января 1901 года по 1919 год посёлок был центром Мухрановской станицы Уральского казачьего войска.
В 1965 году было выстроено новое здание средней школы.

## Население
| 2010 | 2012 | 2013 | 2014 | 2015 | 2016 | 2017 |
| ---- | ---- | ---- | ---- | ---- | ---- | ---- |
| 770  | ↘756 | ↘753 | ↘730 | ↘704 | ↘688 | ↘672 |
| 2018 | 2019 | 2020 | 2021 |      |      |      |
| ↗675 | ↘660 | ↘638 | ↘603 |      |      |      |

Жители преимущественно русские (57 %) и татары (40 %). Идет убыль населения.

## Известные уроженцы
- Ширван Гизатов — Герой Советского Союза; в селе ему установлен бюст и его именем названа одна из улиц.